# Dominique Bachelier
Pour les articles homonymes, voir Bachelier.
Dominique Bachelier (1530-1594) est un architecte et sculpteur français. Il est le fils aîné de Nicolas Bachelier, le plus célèbre architecte et sculpteur de la Renaissance toulousaine.

## Réalisations
Dominique Bachelier participe comme son père à la construction du Pont-Neuf de Toulouse. Il construit également :
- L'hôtel d'Assézat laissé inachevé à la mort de son père (survenue en 1556) : il complète entre 1560 et 1562 les façades classiques de son père par deux autres façades de style maniériste, la façade est supportant une coursière et la façade sud accueillant une loggia. Il prolonge également la façade nord de deux travées pour ouvrir un passage vers la deuxième cour et un accès au comptoir. Enfin il réalise le pavillon d'entrée et son portail monumental[2]
- Le château de Lacroix-Falgarde en 1574[3]
- Le château de Laréole en 1579
- Le château de Mauremont vers 1580
- Le château des Varennes en 1582
- Le clocher-mur de l'église de Montgiscard
- Probablement l'hôtel de Massas (ou d'Aldéguier) à Toulouse dans le dernier quart du XVIe siècle[2]
- Possiblement la porte ouest du château de Saint-Jory

Réalisations attribuées à Dominique Bachelier
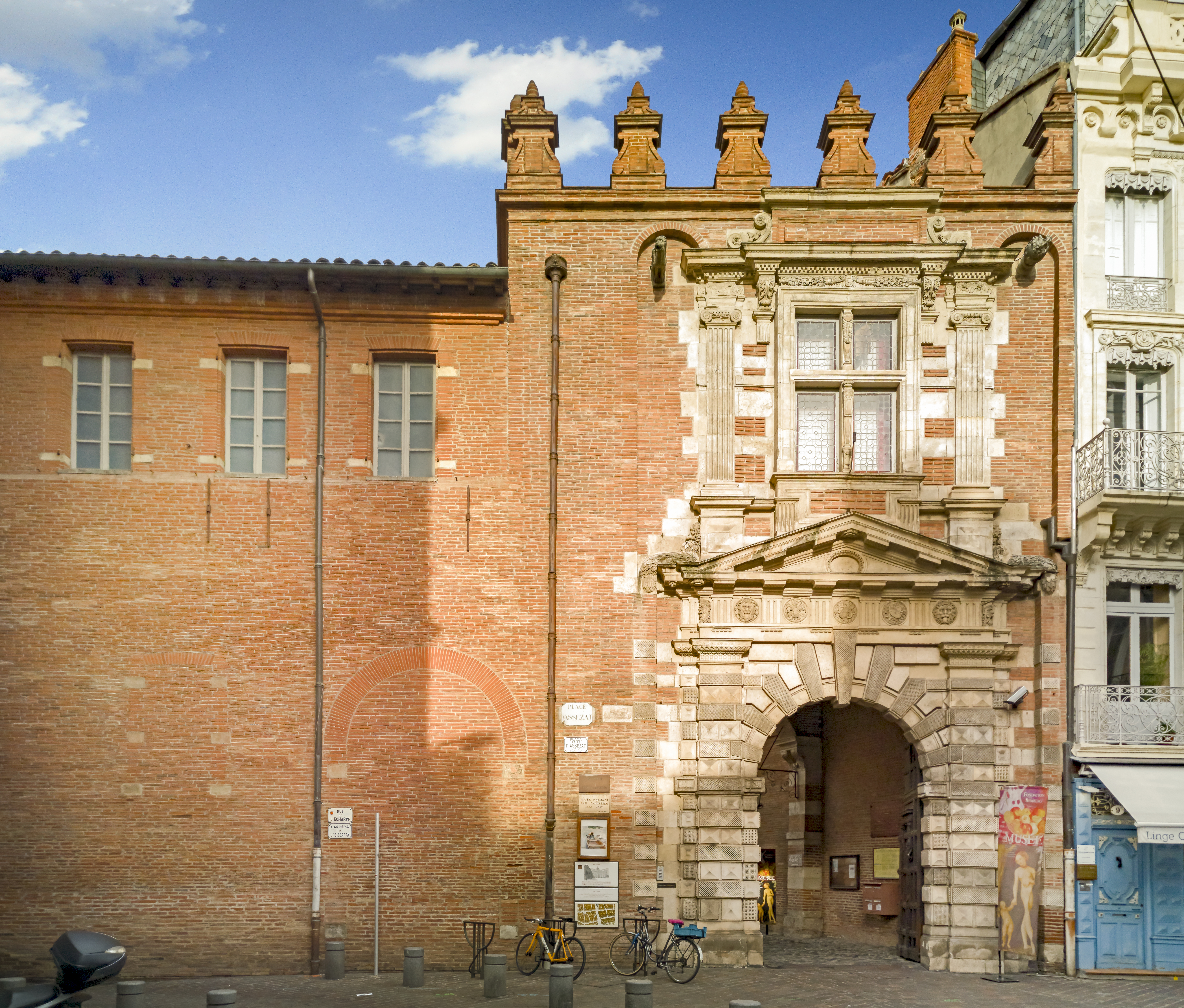
Pavillon d'entrée de l'hôtel d'Assézat.
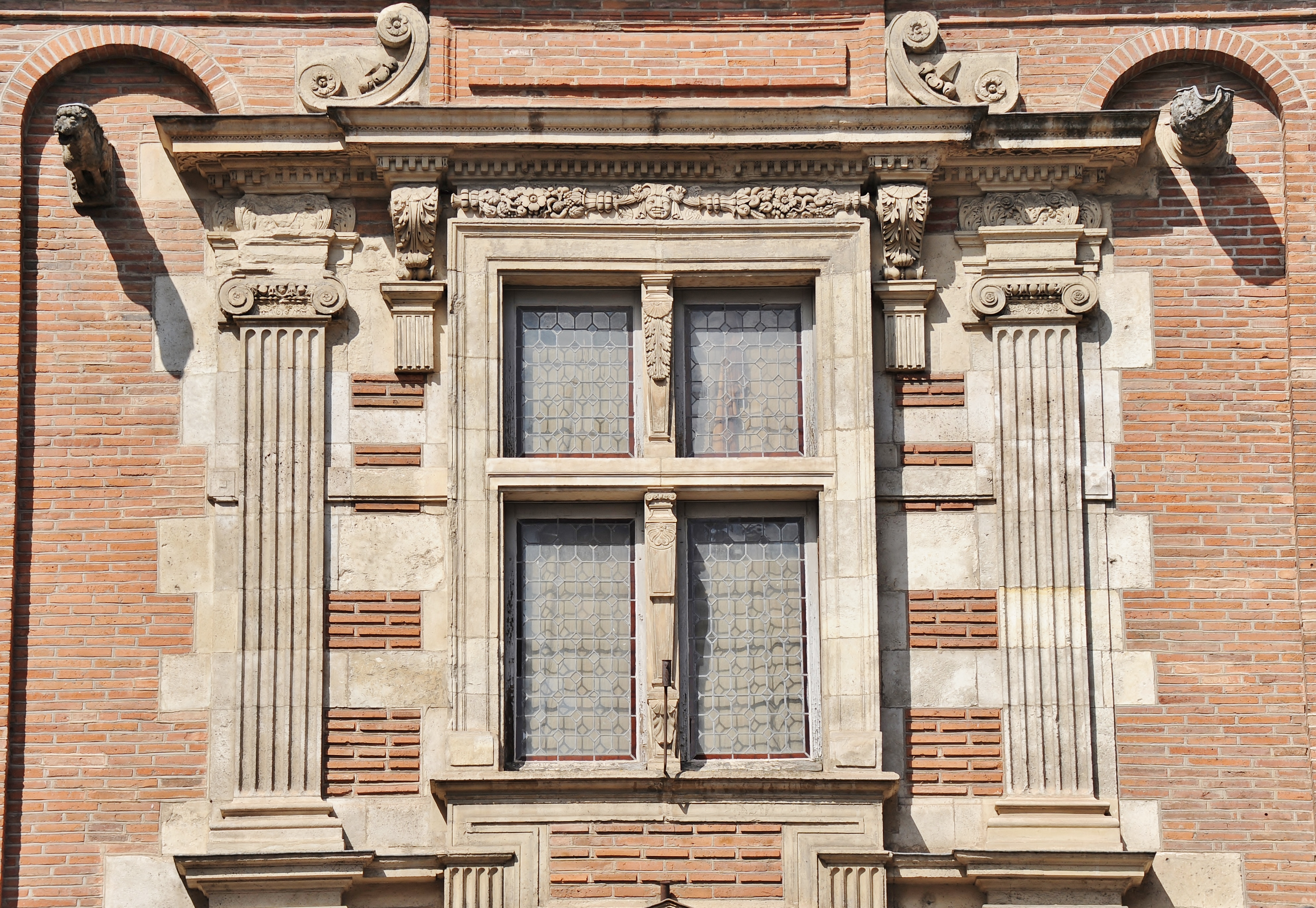
Assézat : fenêtre sur rue du pavillon d'entrée.
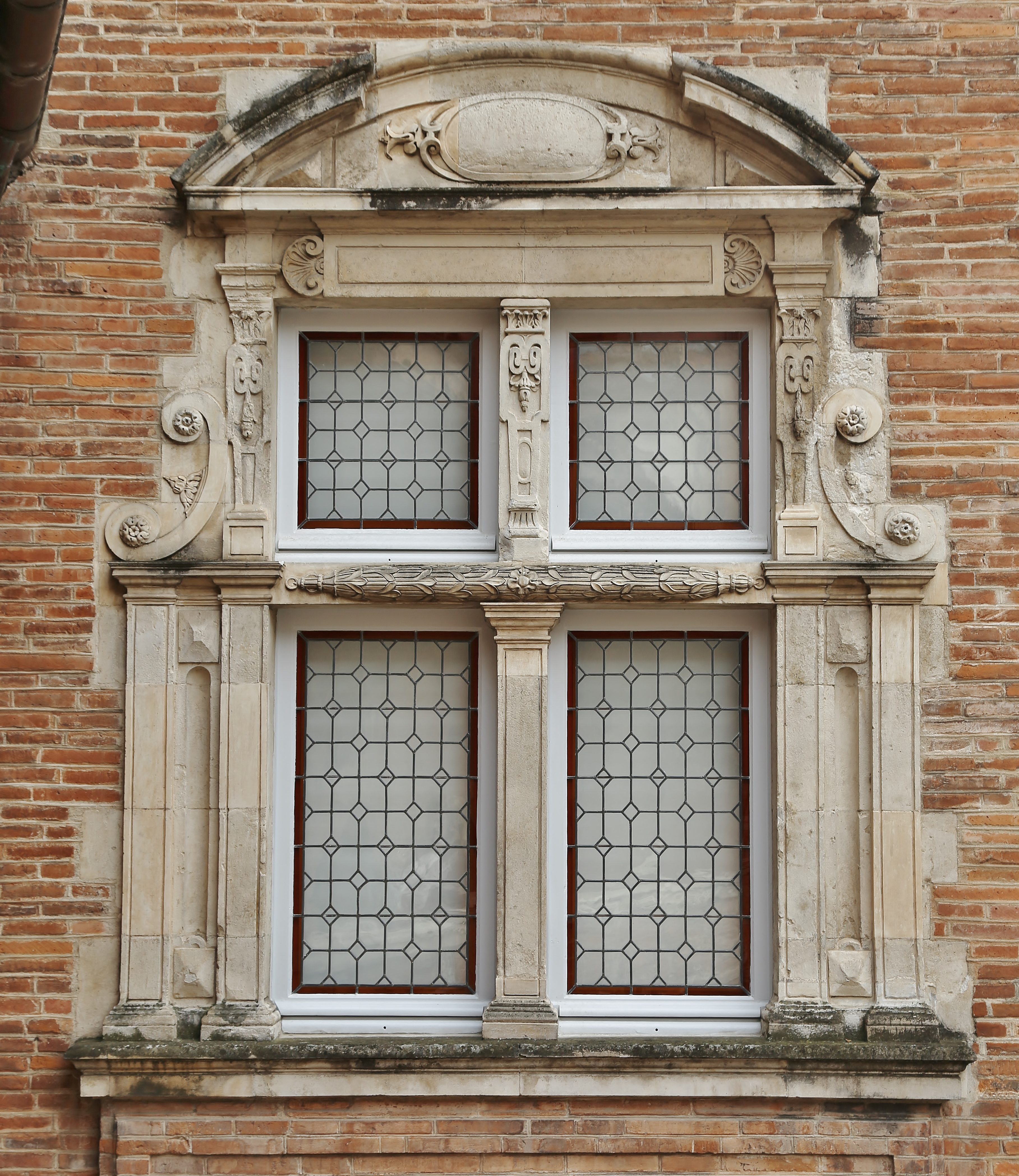
Assézat : fenêtre sur cour du pavillon d'entrée.
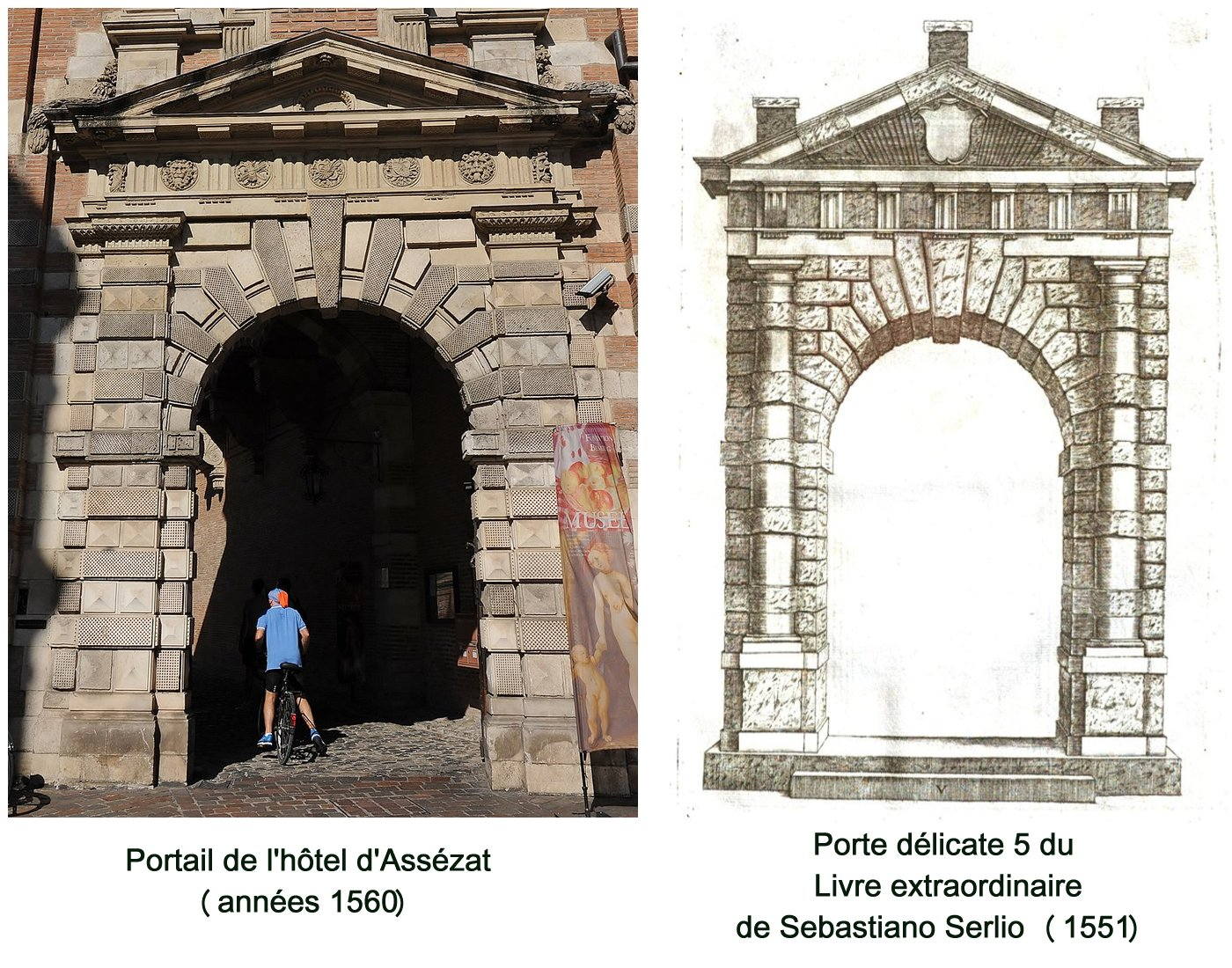
Assézat : portail d'entrée monumental.
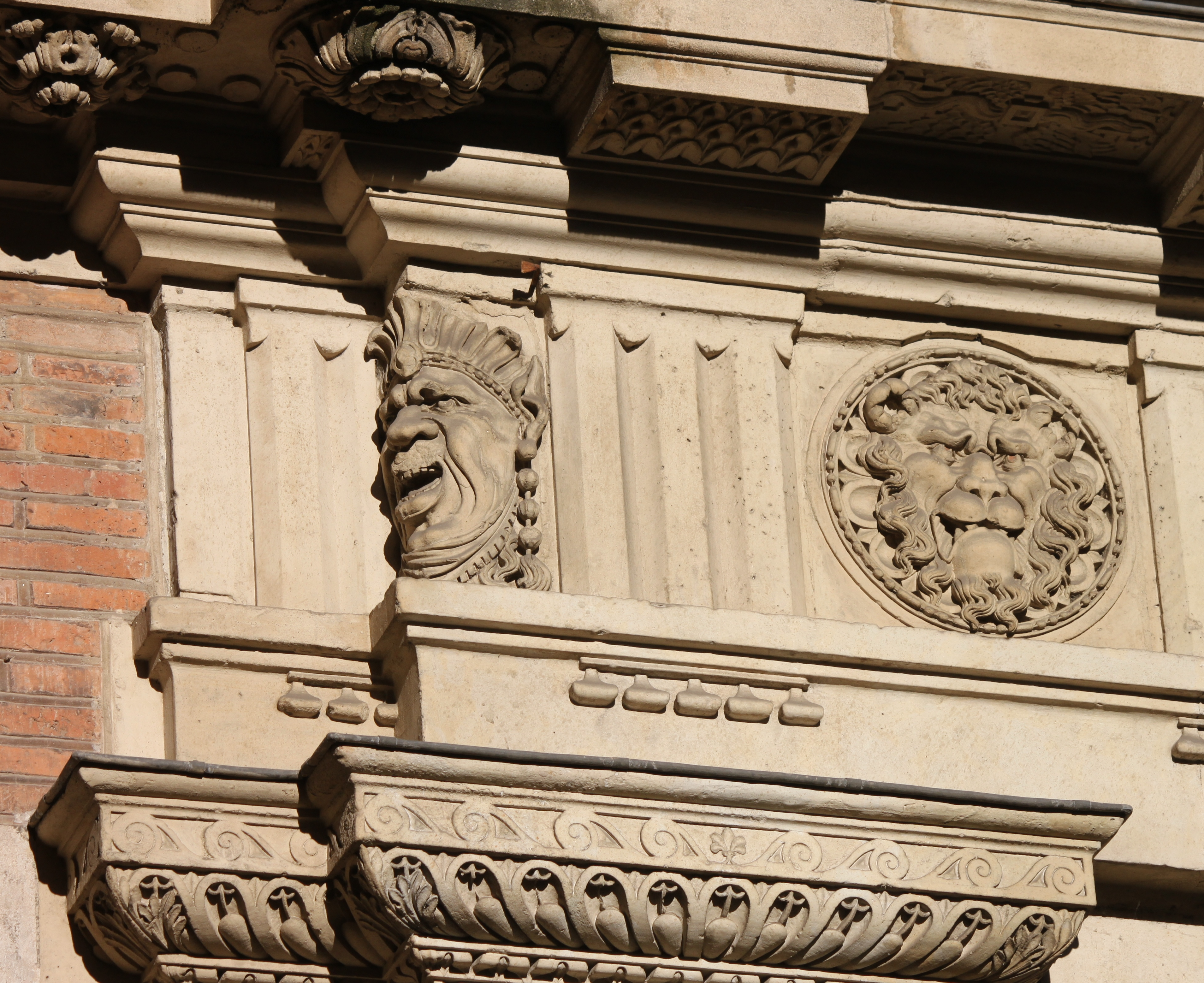
Assézat : détail du portail.
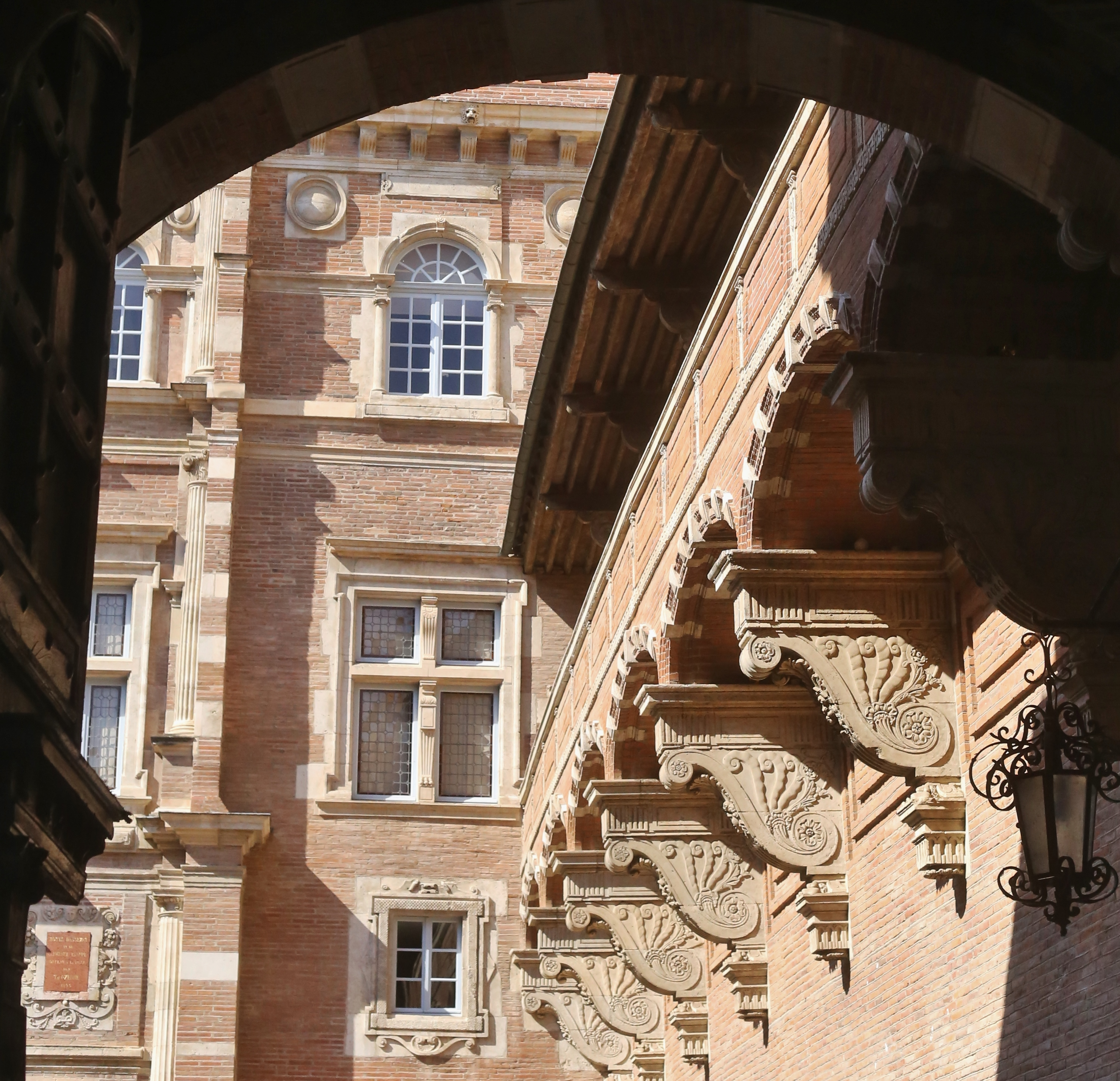
Assézat : Prolongement de la façade nord et coursière de la façade est.
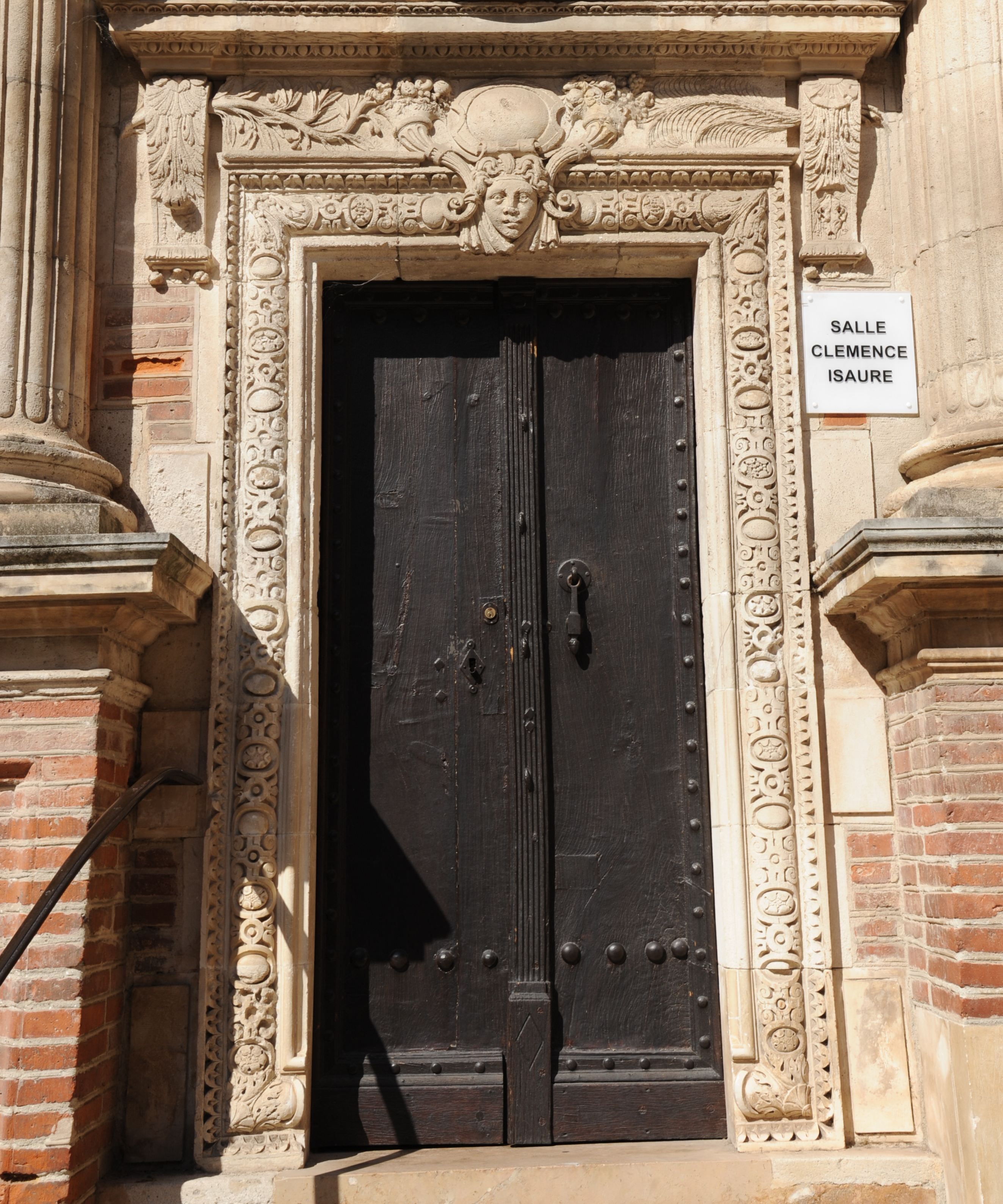
Porte du comptoir de l'hôtel d'Assézat.
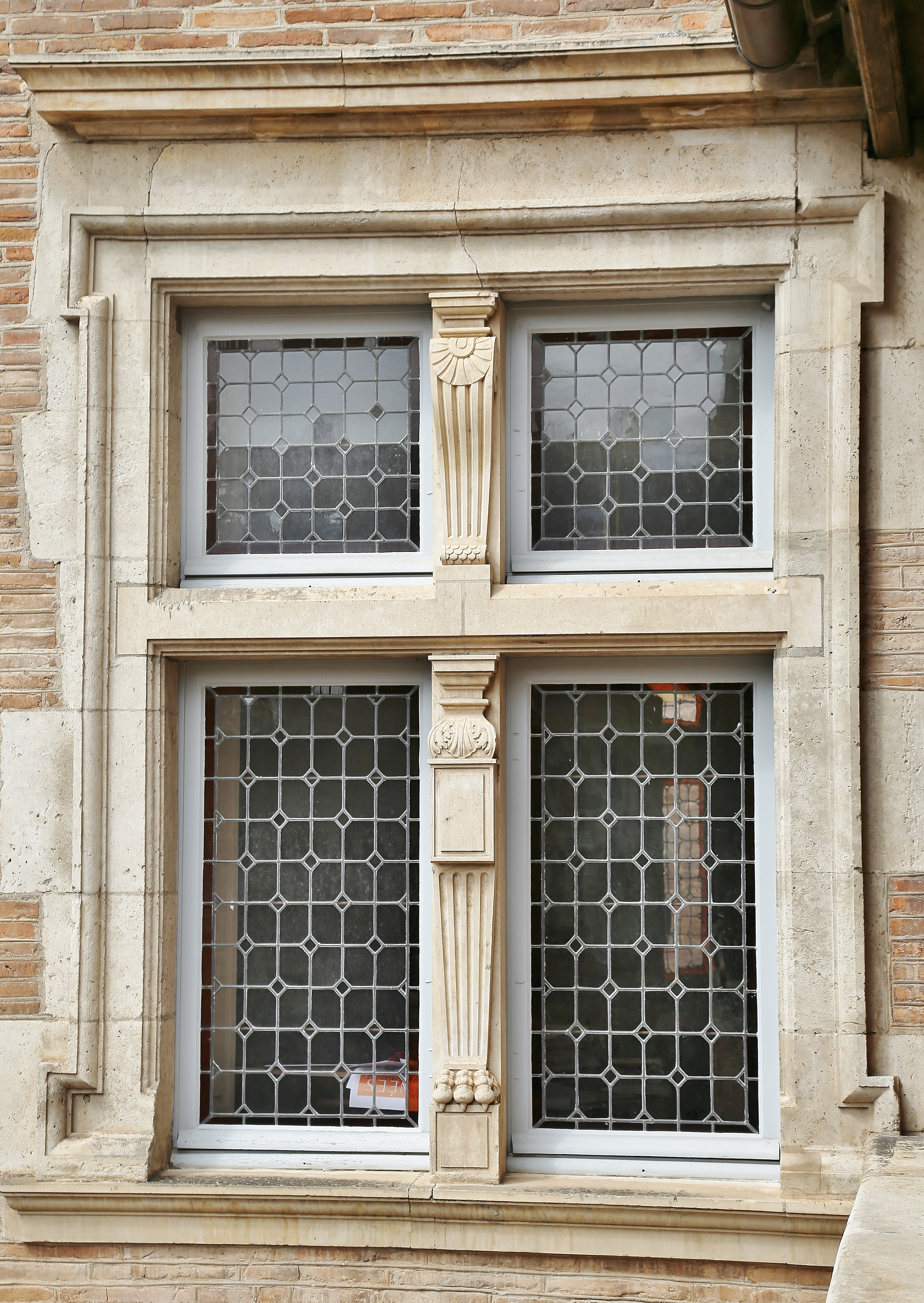
Assézat : fenêtre du prolongement de la façade nord.
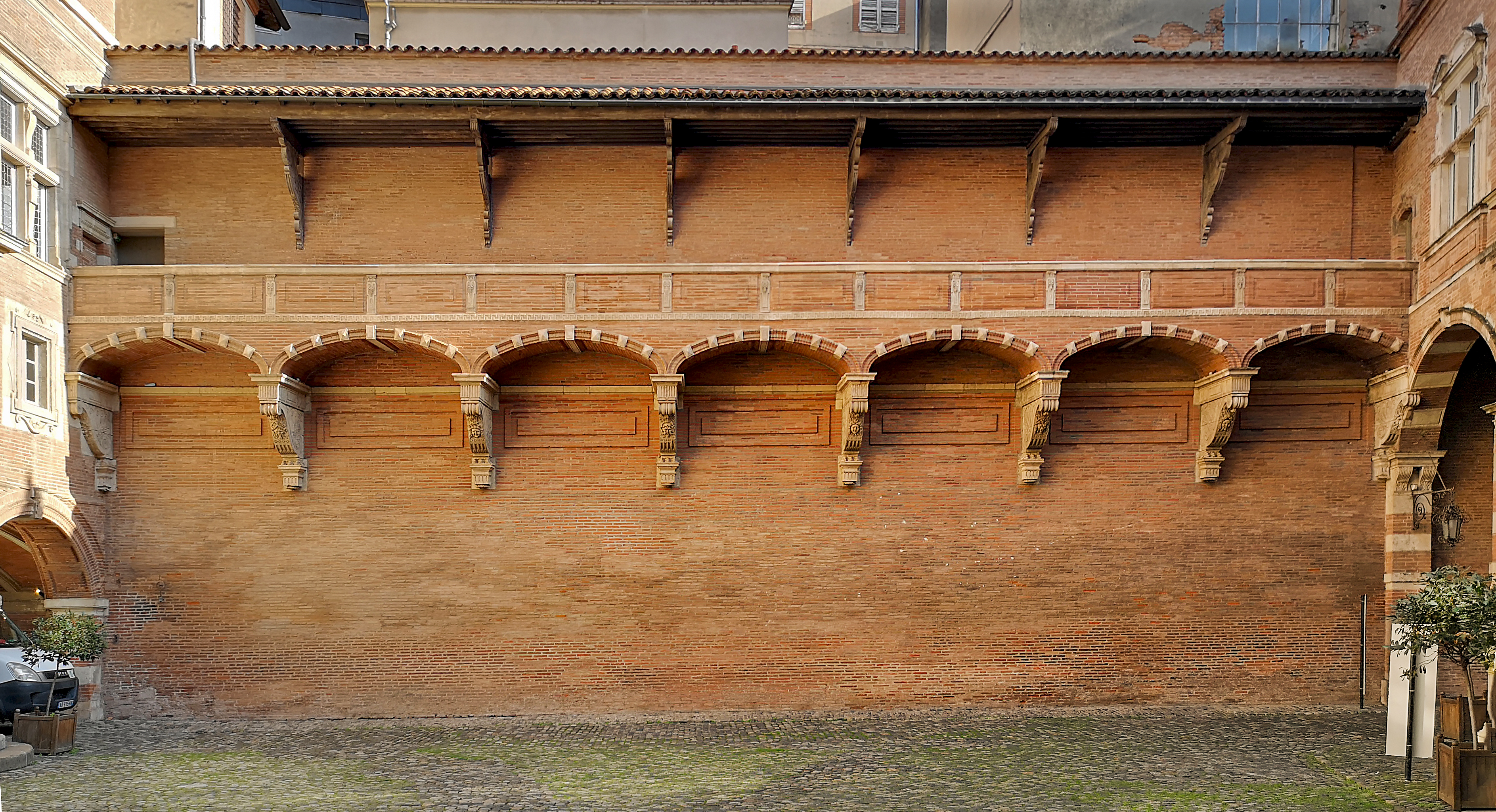
Assézat : coursière de la façade est.
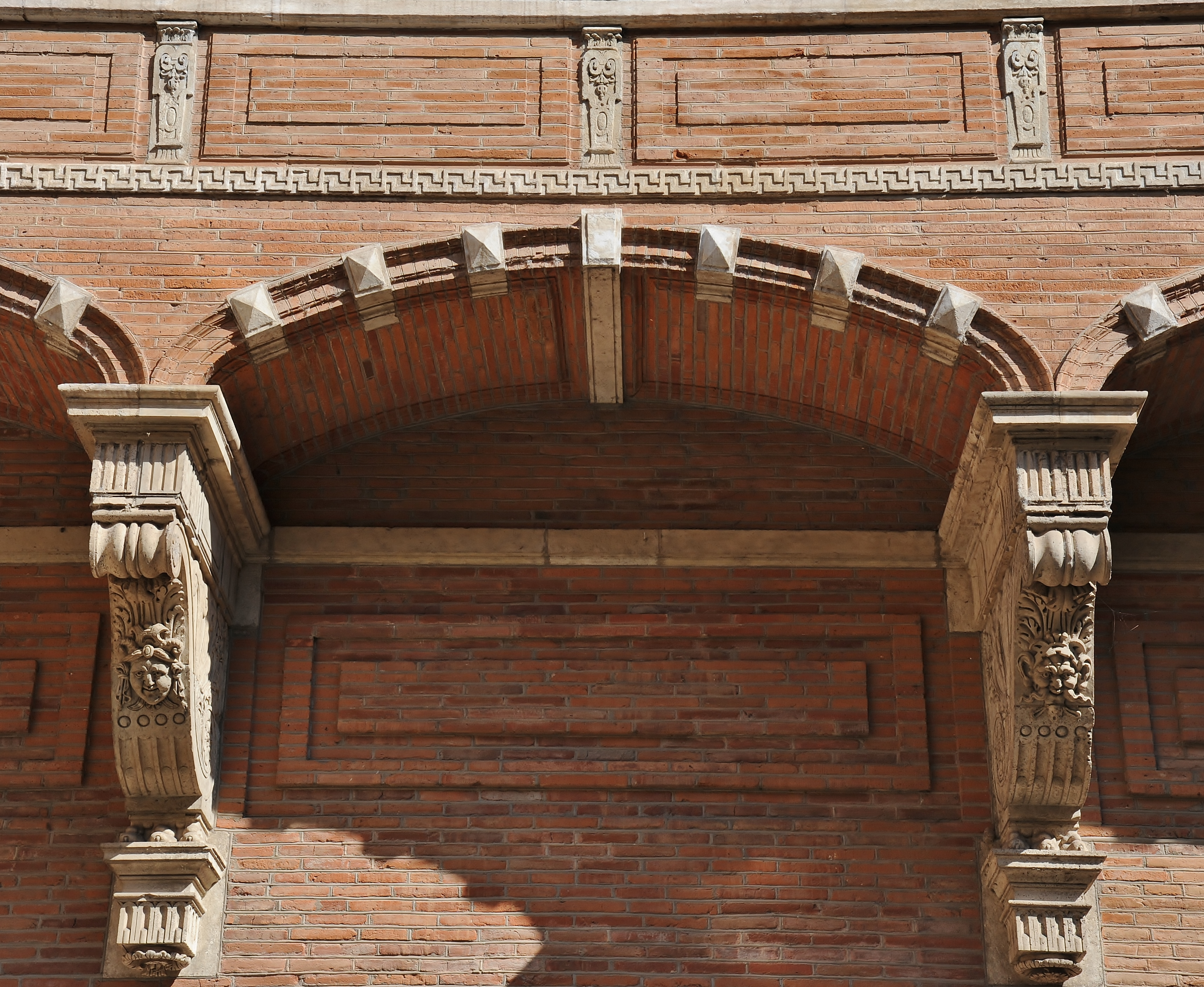
Assézat : détail d'un arc de la coursière.
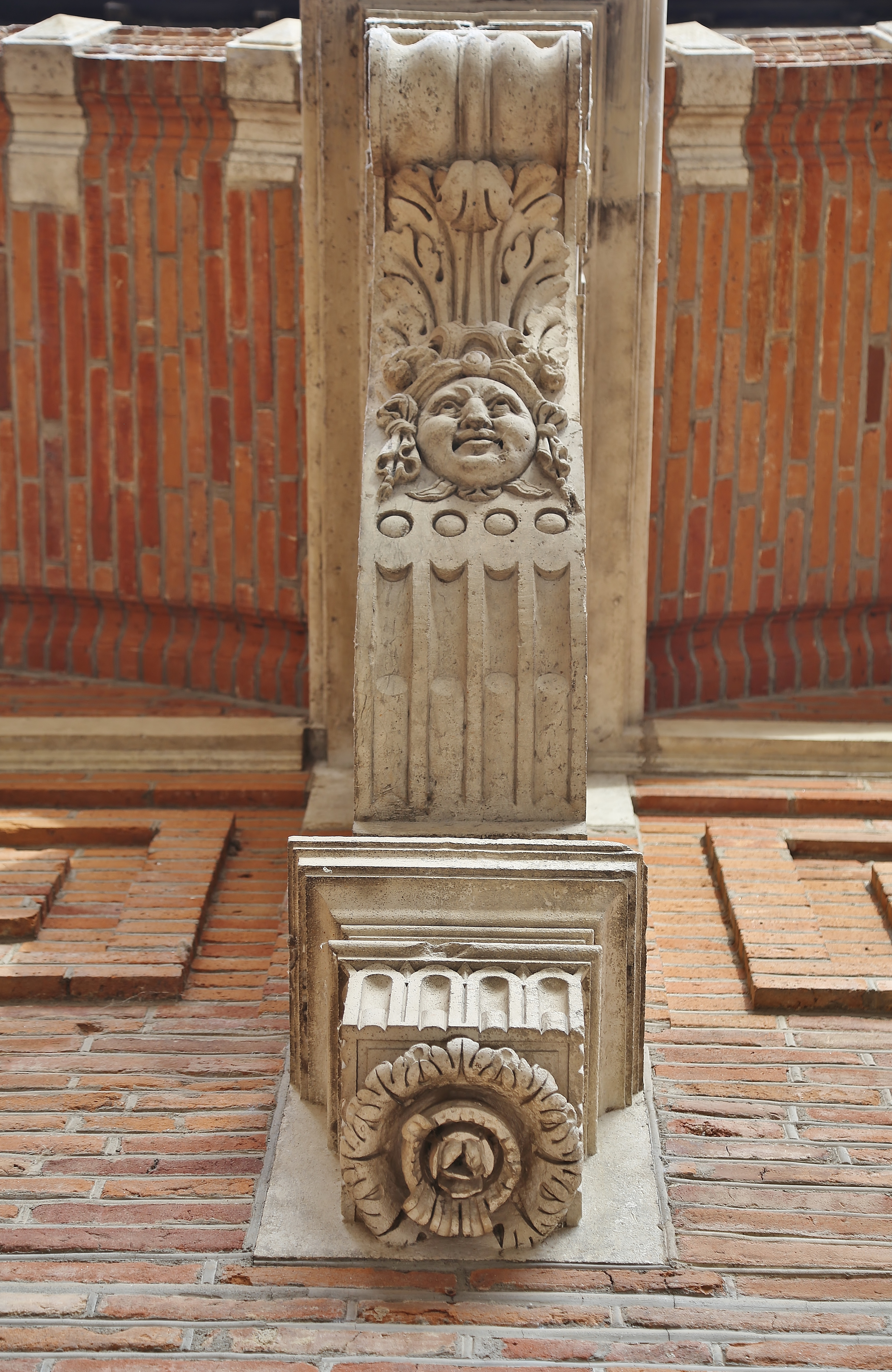
Assézat : une console de la coursière.
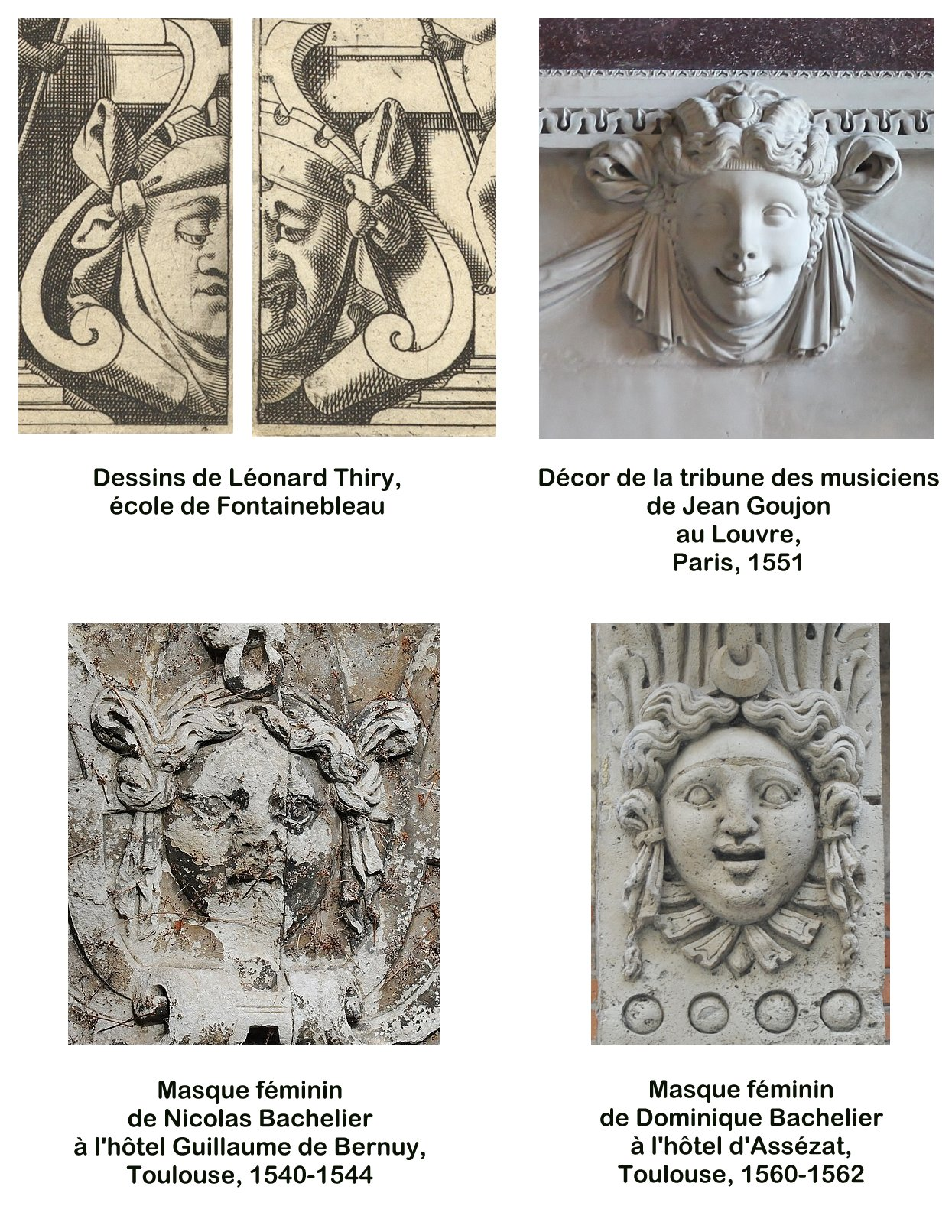
Dominique Bachelier s'inspire de modèles des architectes royaux mais aussi de ceux de son père.
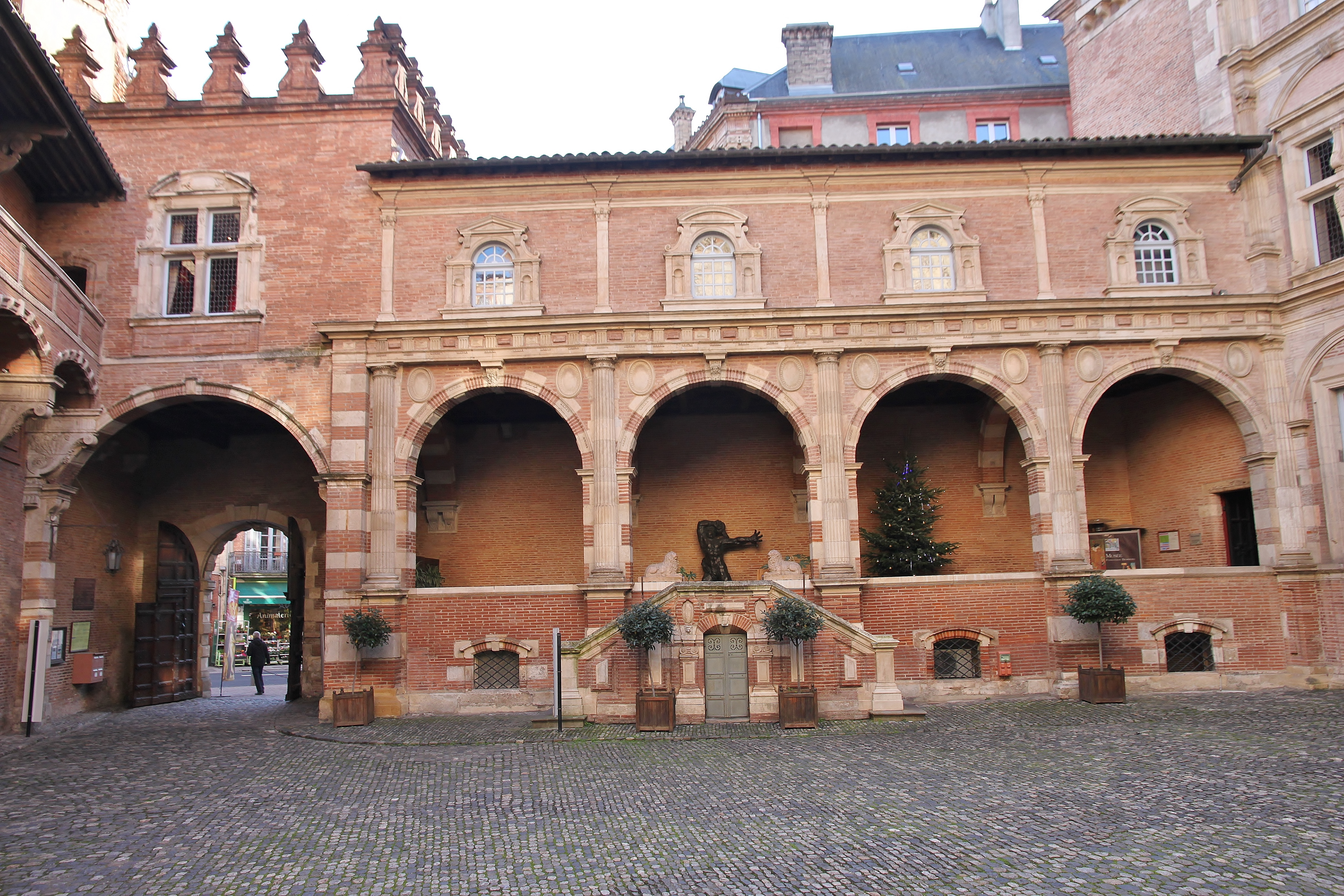
Assézat : la loggia et le pavillon d'entrée côté sud.
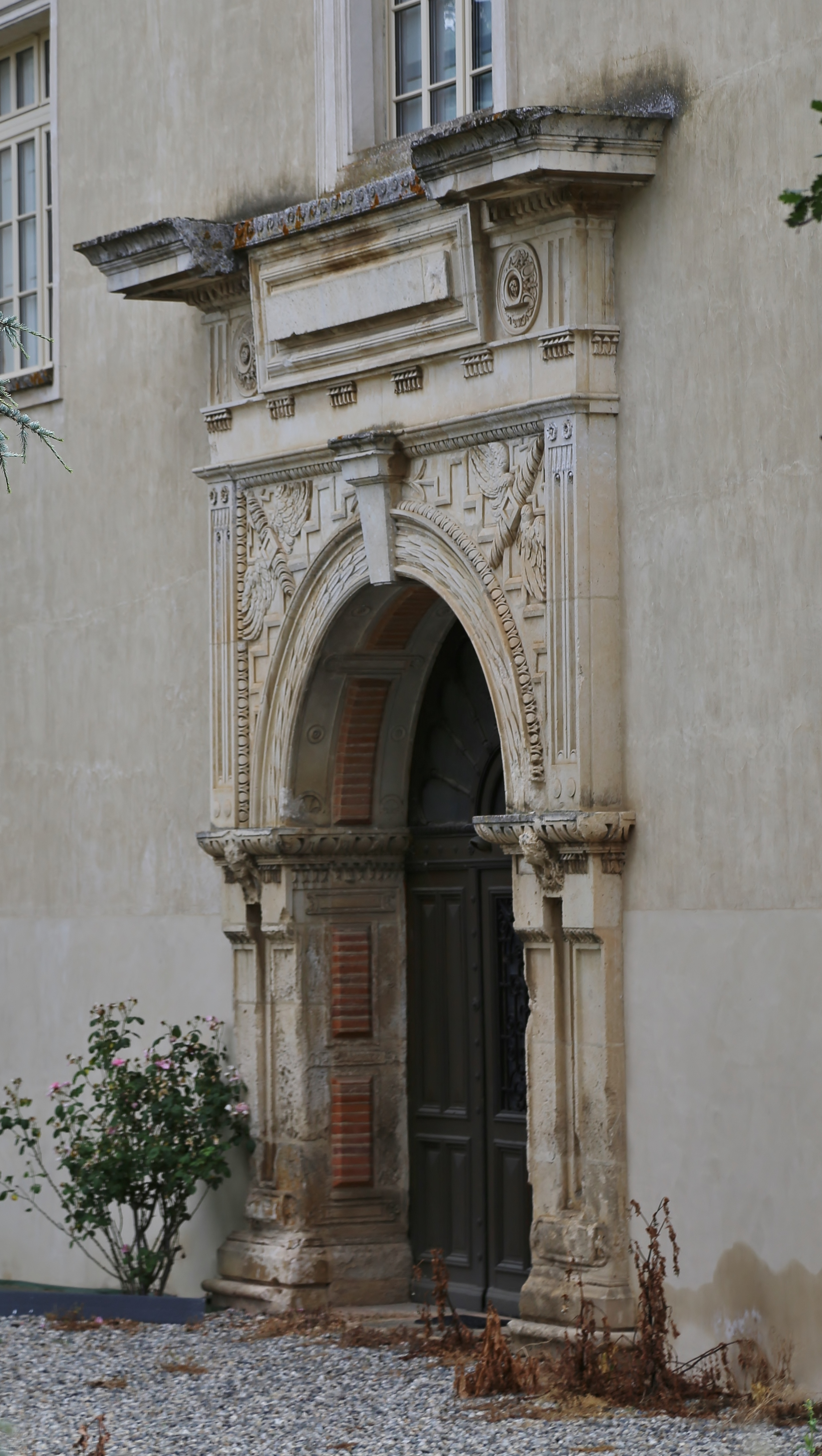
Porte ouest du château de Saint-Jory.
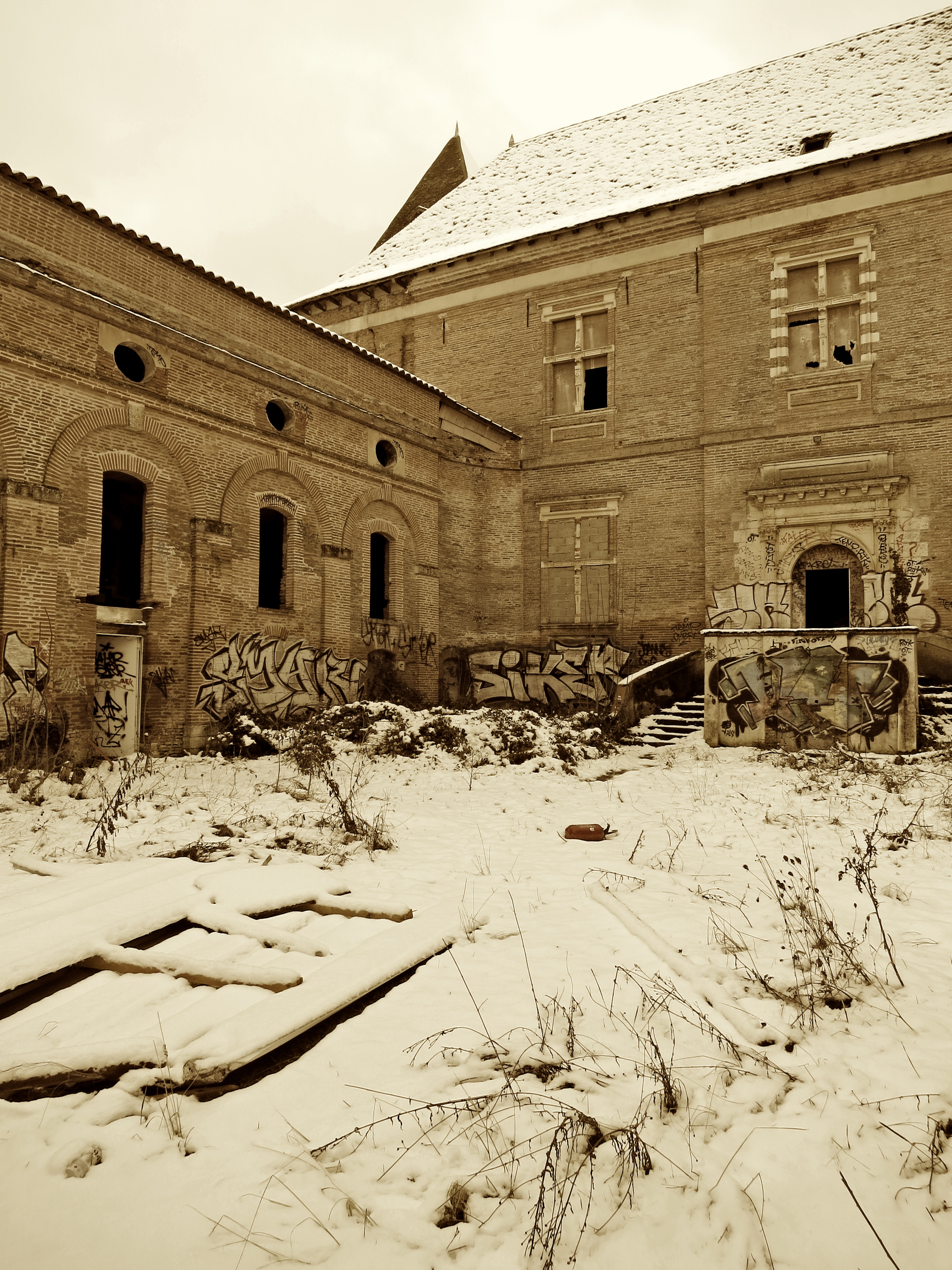
Le château de Lacroix-Falgarde.
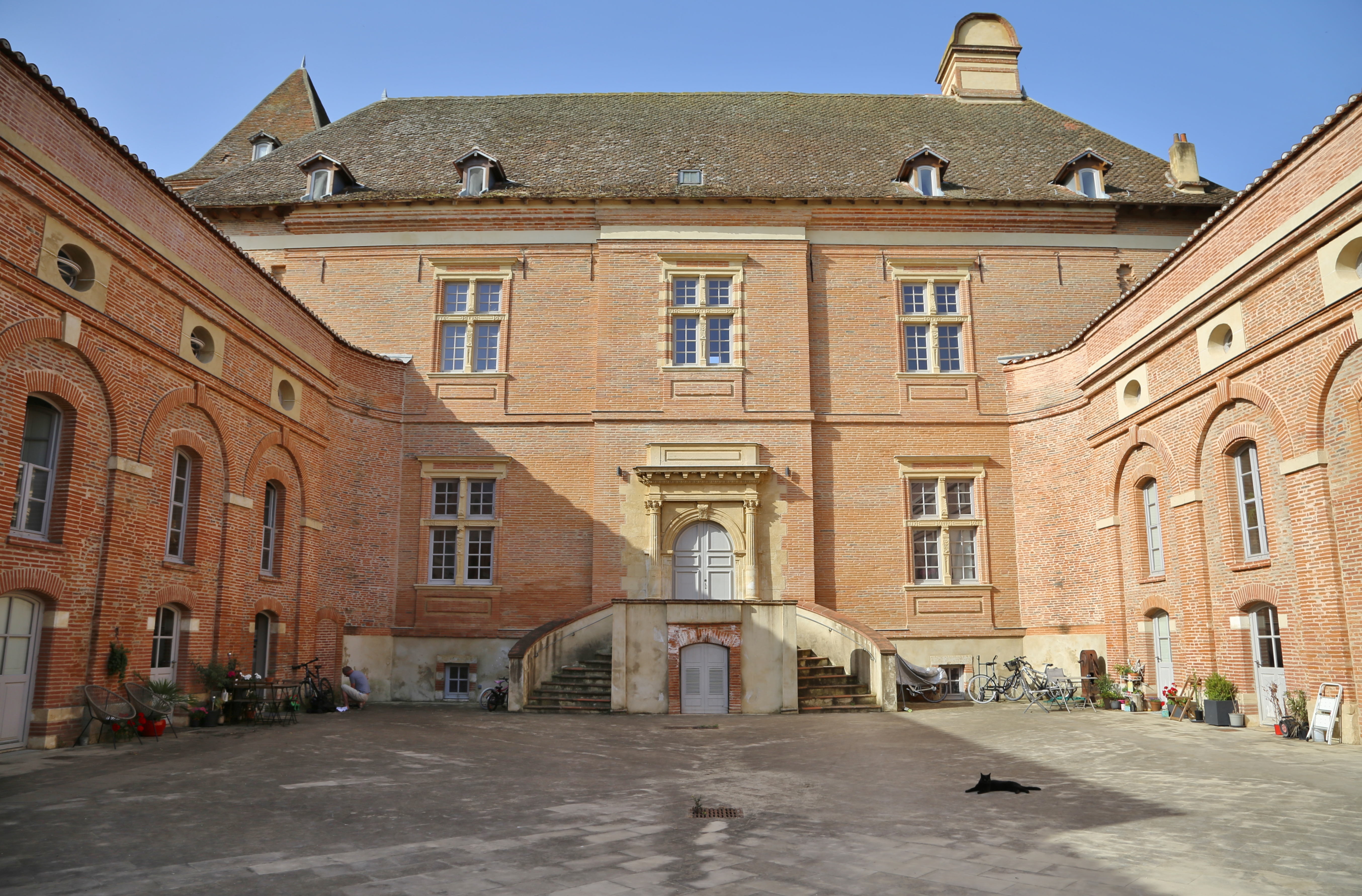
Cour du château de Lacroix-Falgarde.
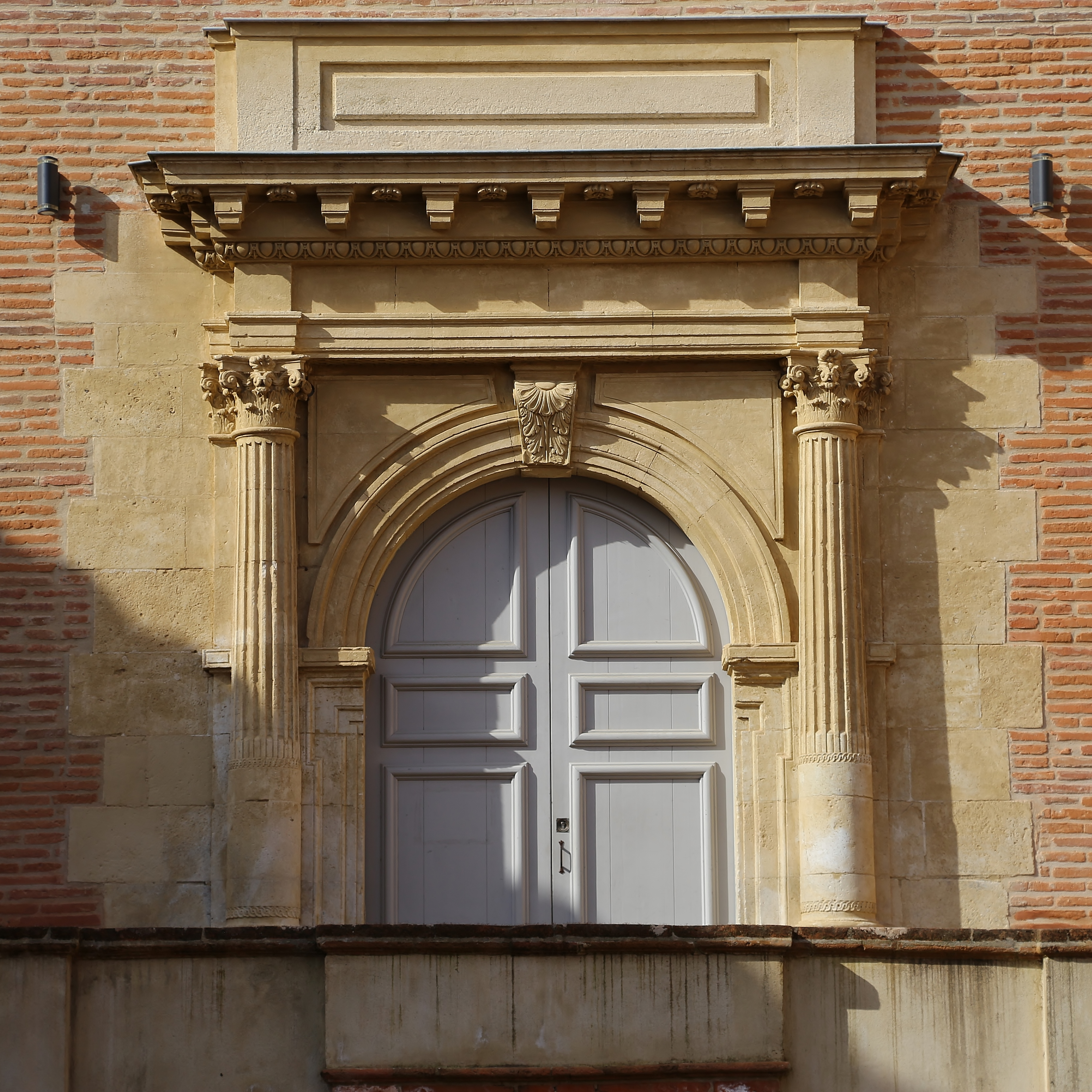
Porte du château de Lacroix-Falgarde.
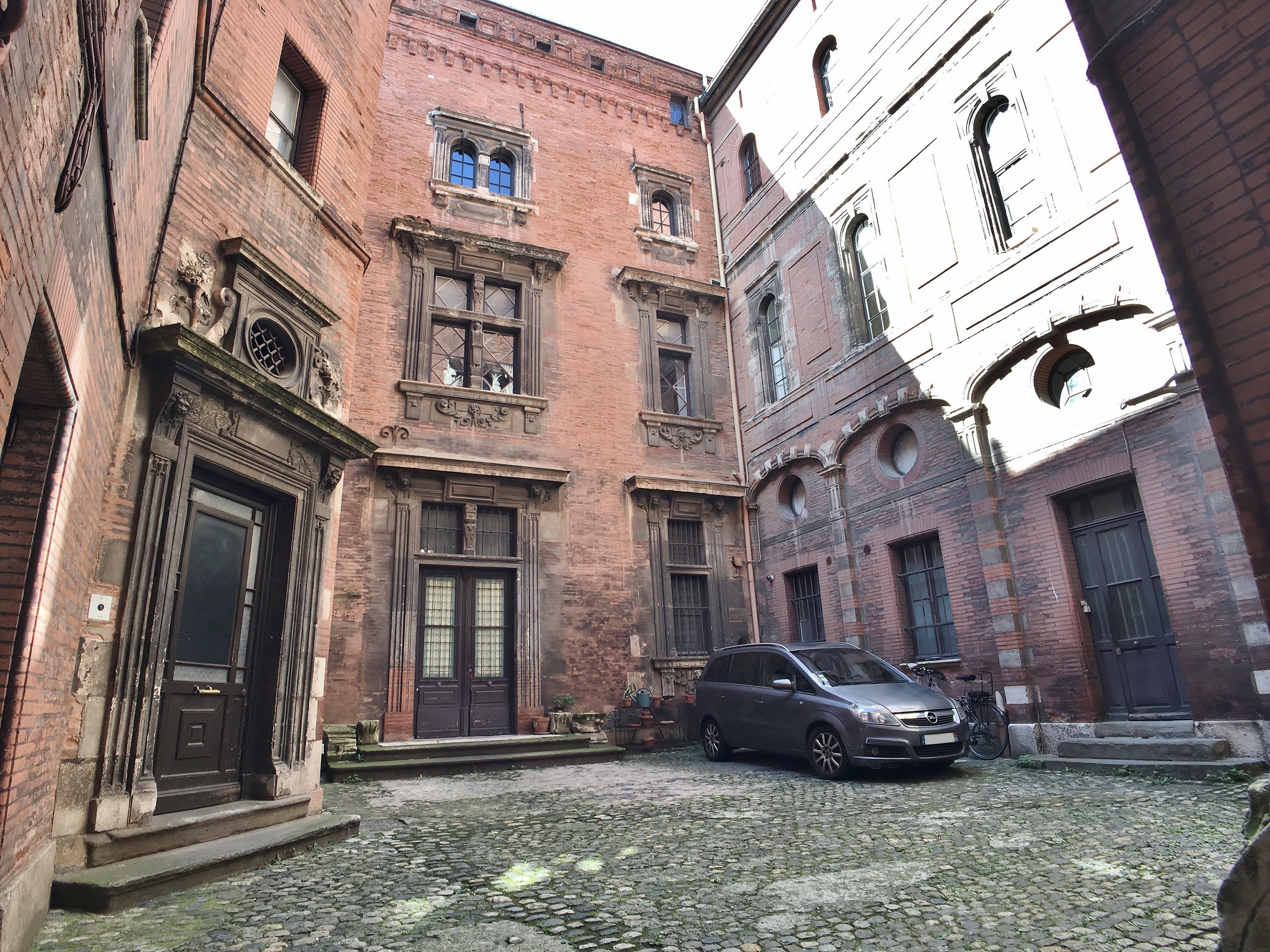
Hôtel de Massas (ou d'Aldéguier).
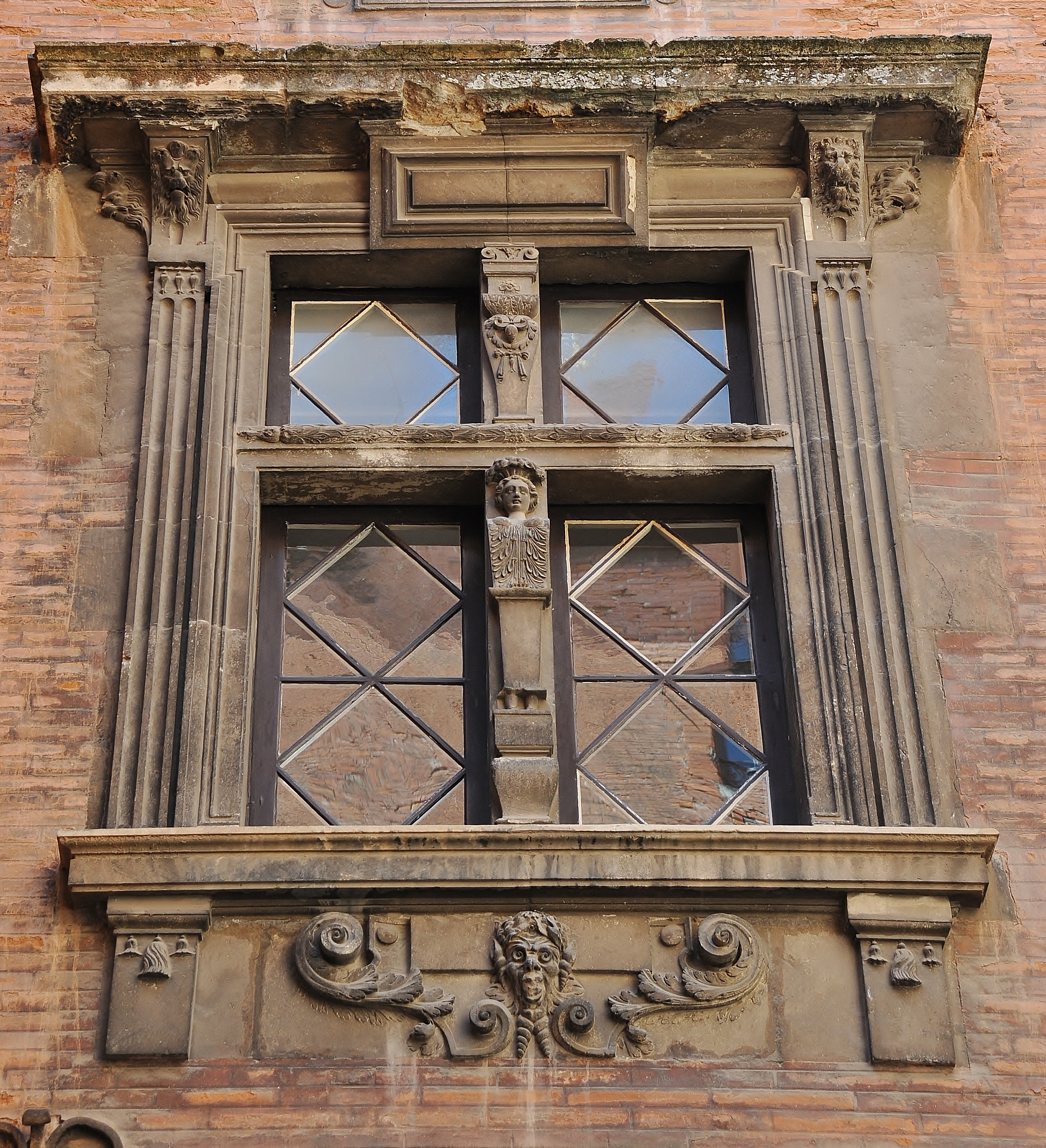
Fenêtre de l'hôtel de Massas.
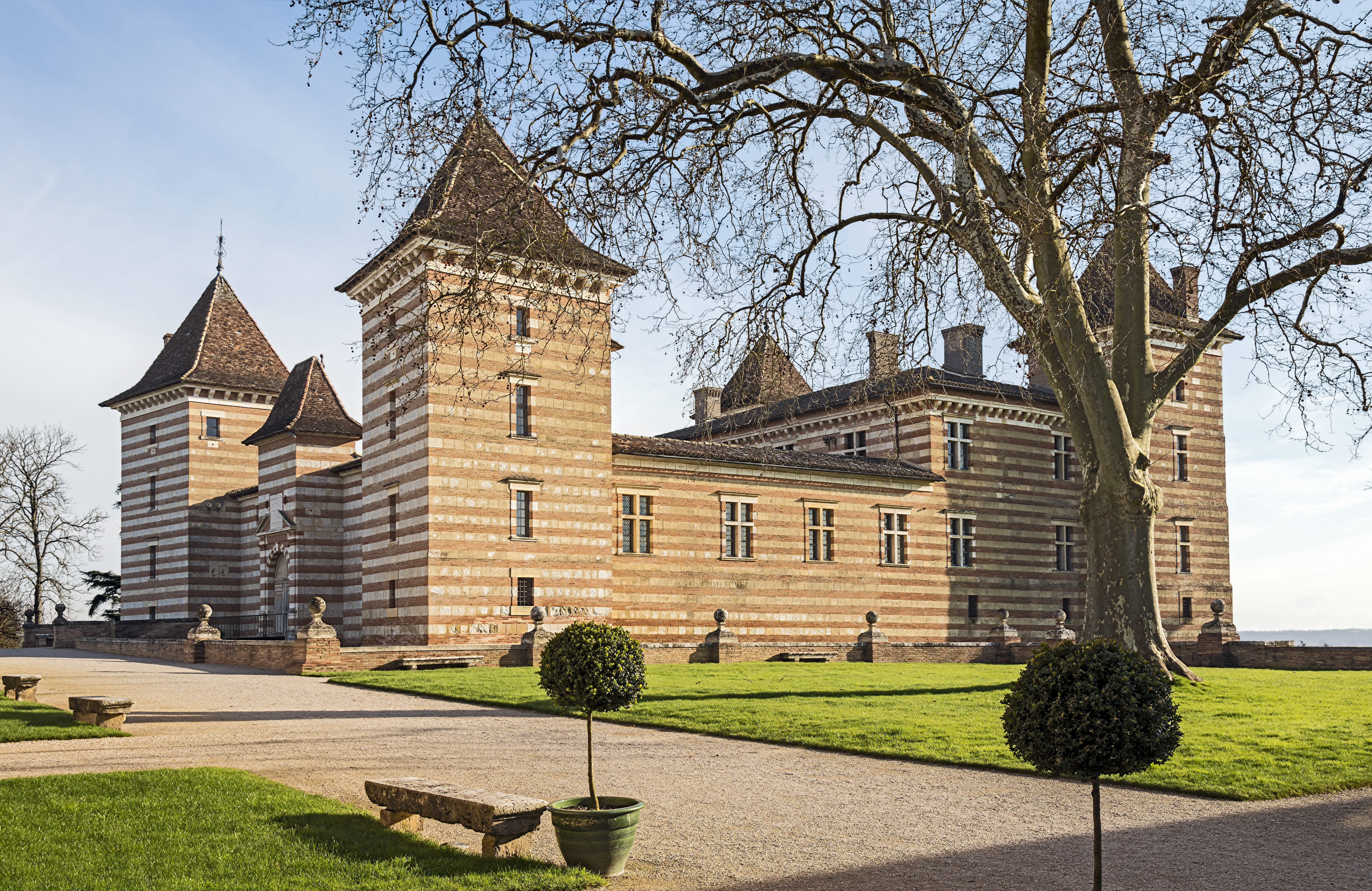
Le château de Laréole.
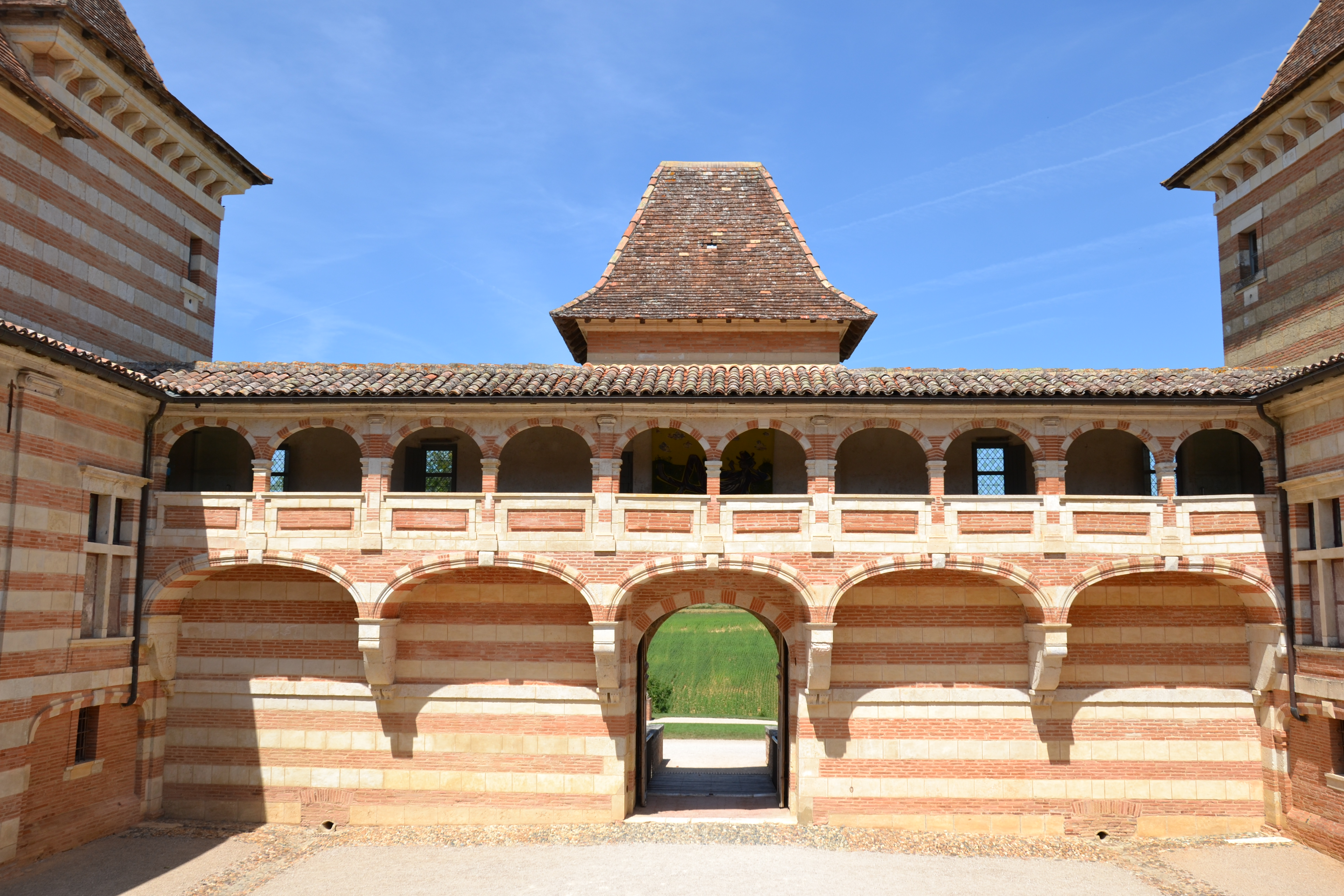
Laréole : la coursière est une copie simplifiée de celle d'Assézat.

## Famille
Dominique Bachelier est le fils de Nicolas Bachelier, également architecte et sculpteur. Elie Bachelier, petit-fils de Nicolas et fils de Dominique, est ingénieur et maître de forges. Il participe à l'entretien du Pont-Neuf de Toulouse par la réalisation d'engins en cuivre utilisés pour l'épuisement des sols.